# 6007 Біллеванс
6007 Біллеванс (6007 Billevans) — астероїд головного поясу, відкритий 28 січня 1990 року.
Тіссеранів параметр щодо Юпітера — 3,491.